# George Kemeny Letay
George Kemeny Letay, inmigrante húngaro, quien llegó a Vallenar en 1957 y comenzó a explotar hierro. Tras su éxito se interesó por el yacimiento Mina San José de cobre con oro y creó San Esteban Primera S.A.
Kemeny contribuyó de forma importante a acrecentar las exportaciones de la Compañía Minera Santa Bárbara en el yacimiento de Huantemé, al norte del valle del Huasco, junto a Andrés Eguiguren, Sergio Hurtado, Daniel Farkas Berger (padre de Leonardo Farkas), Federico Ungar, Ladislao Darvasi y Julio Pefaur. Produjeron un promedio del orden de 25.000 toneladas mensualmente entre los años 1953 y 1977.